# Al Doilea Război al Opiului
Al Doilea Război al Opiului, denumit și al Doilea Război Anglo-Chinez, al Doilea Război din China, Războiul lui Arrow, sau Expediția anglo-franceză în China, a fost un conflict în care Imperiul Britanic și al Doilea Imperiu Francez au luptat împotriva Dinastiei Qing din China, între 1856 și 1860. Cauzele conflictului au fost similare celor care au declanșat Primul Război al Opiului.

## Denumiri
Denumirea de „al Doilea Război al Opiului” se referă la unul dintre obiectivele strategice britanice: legalizarea comerțului cu opiu, al recrutării de muncitori coolie, deschiderea întregii Chine pentru negustorii britanici, și exceptarea mărfurilor importate de la plata taxelor interne de tranzit. Denumirea de „Războiul lui Arrow” se referă la vasul care a declanșat conflictul. 

## Context
O parte din scopurile comune ale puterilor occidentale o reprezenta extinderea piețelor străine și înființarea de noi porturi comerciale. Tratatul de la Huangpu semnat de francezi și cel de la Wangxia al americanilor conțineau clauze ce permiteau renegocierea tratatelor după 12 ani. Într-o tentativă de a-și extinde privilegiile în China, Regatul Unit a cerut autorităților Qing să renegocieze tratatul de la Nanking (semnat în 1842), pe baza statutului lor de „națiunea cea mai favorizată”. Printre cererile britanice se numărau deschiderea întregii Chine pentru negustorii britanici, legalizarea comerțului cu opiu, scutirea importurilor de la taxele interne de tranzit, suprimarea pirateriei, reglementarea recrutării de muncitori coolie, permisiunea ca un ambasador britanic să fie prezent permanent la Beijing și ca versiunile în limba engleză ale tratatelor să aibă precedență față de versiunea în chineză.
Curtea regală a dinastiei Qing a respins cererile britanice, franceze și americane.

## Prima fază

### Izbucnirea conflictului

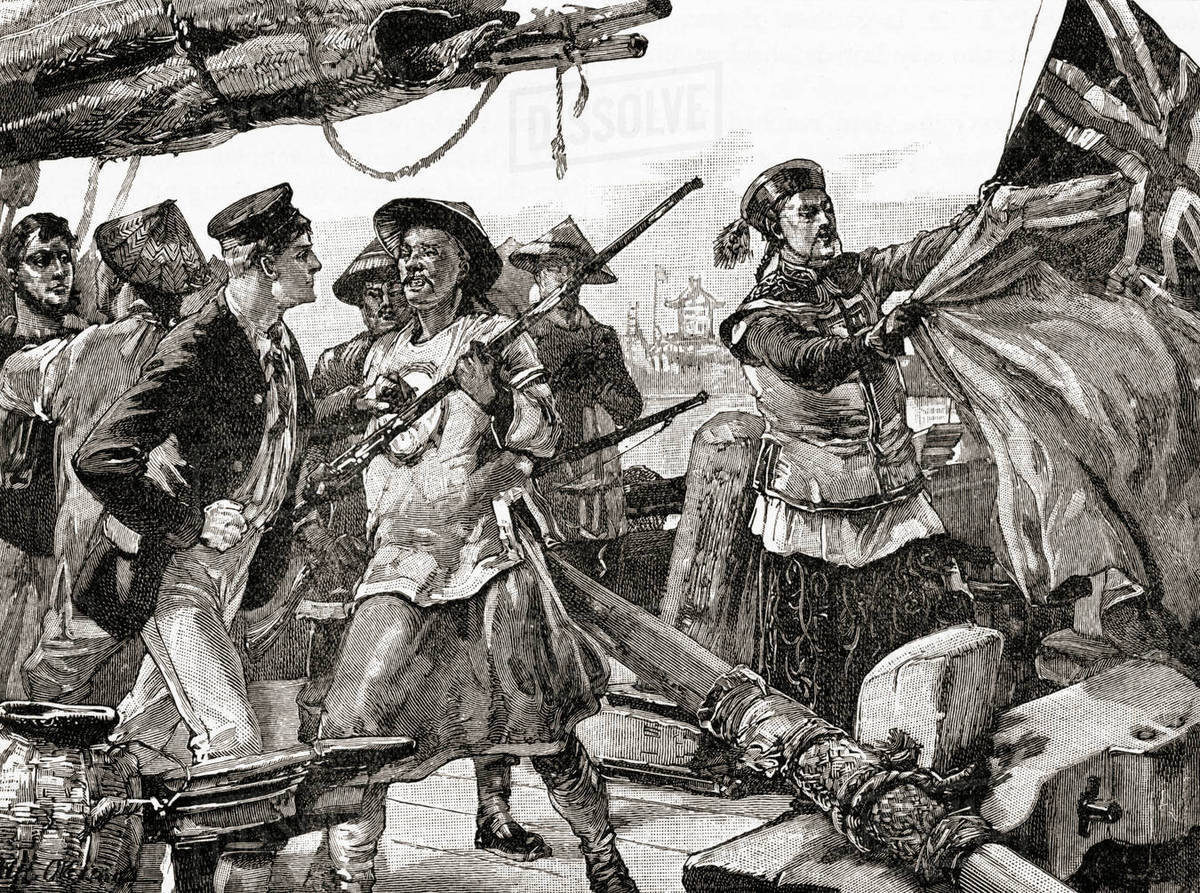
Ofițeri chinezi coborând drapelul britanic și arestând echipajul vasului Arrow

La 8 octombrie 1856, oficiali Qing au abordat vasul Arrow, o lorcha ce fusese înregistrată la Hong Kong și bănuită de piraterie și contrabandă, aflată sub pavilion britanic. Doisprezece membri chinezi ai echipajului au fost arestați sub acuzația de piraterie. Oficialii britanici din Guangzhou au cerut eliberarea marinarilor, invocând faptul că vasul era recent înregistrat ca britanic și că era astfel protejat de tratatul de la Nanking. China a insistat că la momentul arestării, Arrow nu arbora drapelul național. Negocierile au eșuat, dar marinarii au fost returnați britanicilor cu o scrisoare în care se promitea că se va avea grijă ca vasele britanice să nu fie abordate necorespunzător. Richard Cobden, parlamentar britanic, descrie acțiunile britanice coordonate de Sir John Bowring în ziua de după eliberarea prizonierilor într-un discurs:

Au început operațiunile împotriva Forturilor Barierei de pe râul Canton. De la 23 octombrie până la 13 noiembrie, aceste operațiuni navale și militare au fost continue. Forturile Barierelor, Forturile Bogue, Forturile Blenheim și Forturile Dutch Folly, precum și 23 de jonci chinezești, au fost cucerite sau distruse. Suburbiile Cantonului au fost ocupate, arse sau dărâmate, pentru ca vasele să poată trage direct asupra zidurilor orașului[.]

În fața revoltei din Taiping, guvernul Qing nu era în situația de a opune rezistență militară britanicilor.

### Atacurile britanice
Deși nici britanicii nu au putut interveni imediat din cauza revoltei indiene, ei au răspuns la incidentul Arrow din 1856 și au atacat Guangzhou de pe râul Perlelor. Guvernatorul provinciilor Guangdong și Guangxi, Yeh Mingchen, a ordonat tuturor soldaților chinezi din cetăți să nu opună rezistență incursiunii britanice. După ce a cucerit cetatea de lângă Guangzhou fără mari dificultăți, armata britanică a atacat orașul propriu-zis.
Între timp, în ianuarie 1857, în Hong Kong, s-a încercat otrăvirea superintendentului comercial britanic, Sir John Bowring, și a familiei sale. Brutarul care urma să pună arsen în pâine a greșit însă, punând prea multă otravă în aluat și victimele au vomitat suficient de rapid și suficient de mult încât să scape.
Când s-a aflat la Londra, chestiunea a iscat controverse. Camera Comunelor a adoptat la 3 martie, cu 263 de voturi pentru și 249 împotrivă, o rezoluție împotriva guvernului ce afirma: că această Cameră a auzit cu îngrijorare de conflictele ce au avut loc între autoritățile britanice de pe râul Canton; și, fără a exprima o opinie referitor la punctul până în care Guvernul Chinei ar fi dat țării noastre motive de plângere referitor la respectarea tratatului din 1842, această Cameră consideră că actele prezentate nu dau motive suficiente pentru măsurile violente la care s-a recurs în Canton în recentul scandal al lui Arrow, și că va trebui să fie numită o comisie de anchetă a relațiilor noastre comerciale cu China. Ca răspuns, Parlamentul a fost dizolvat la cererea Lordului Palmerston.

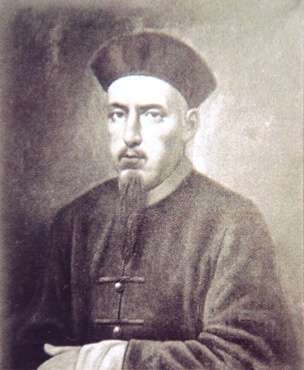
Execuția misionarului Societății Misionare Străine din Paris, Auguste Chapdelaine a fost cauza oficială a intrării Franței în al Doilea Război al Opiului.

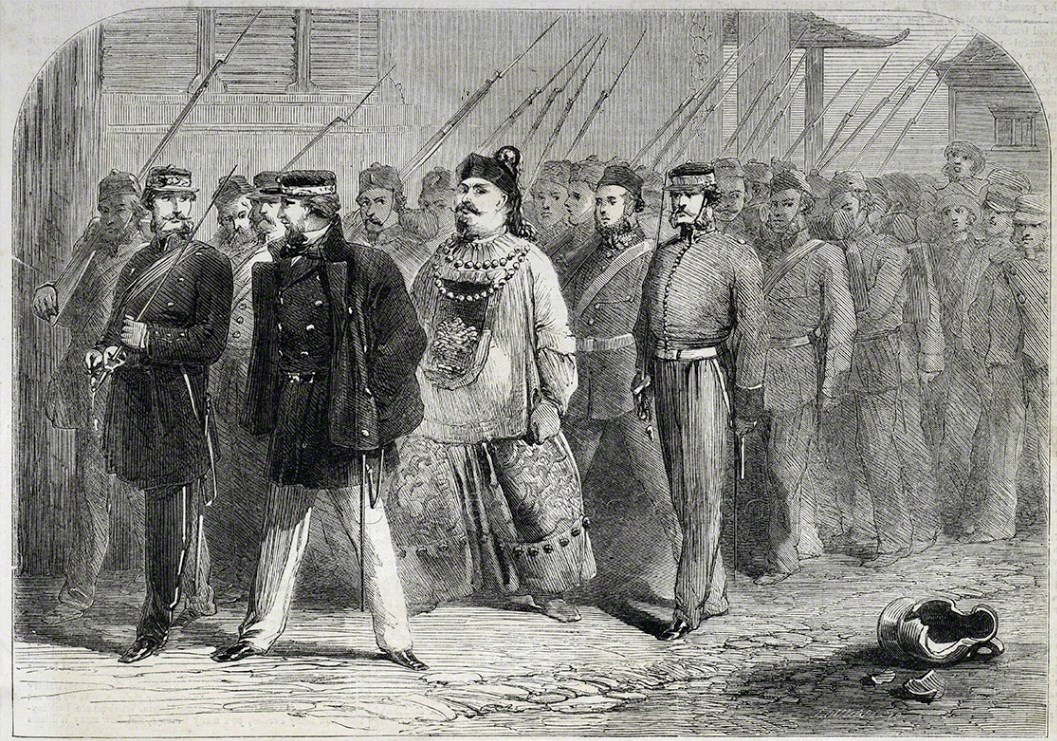
Caputurarea lui Yeh, după căderea Cantonului

În urma alegerilor din 1857 a rezultat o creștere a majorității parlamentare a lui Palmerston, și vocile din facțiunii Whig care susțineau China au fost reduse la tăcere, iar noul parlament a hotărât să ceară rezolvarea problemei chineze pa baza raportului lui Harry Parkes, consul britanic la Guangzhou, referitor la incidentul Arrow. Imperiul Francez, Statele Unite și Imperiul Rus au primit cereri din partea britanicilor pentru a forma o alianță.

### Intervenția Franței
Franța s-a alăturat acțiunii britanice împotriva Chinei, în urma execuției unui misionar francez, părintele August Chapdelaine de către autoritățile chineze din provincia Guangxi.
Statele Unite și Rusia au trimis emisari la Hong Kong pentru a oferi ajutor britanicilor și francezilor, deși nu au trimis niciun ajutor militar. SUA s-a implicat însă în două campanii, dintre care prima a fost un răspuns la un atac chinez asupra unui ofițer al marinei americane. Campania s-a încheiat cu bătălia de la forturile de pe Râul Perlelor, lângă Canton. A doua a avut loc în 1859 când un vas de război american, USS San Jacinto⁠(en)[traduceți] a bombardat forturile Taku ca ajutor acordat trupelor franco-britanice de pe uscat.
Britanicii și francezii și-au unit forțele sub conducerea amiralului Sir Michael Seymour. Armata britanică a fost condusă de Lord Elgin, iar cea franceză de Gros; ele au atacat și au ocupat Guangzhou spre sfârșitul lui 1857. Ye Mingchen a fost luat prizonier, iar Bo-gui, guvernatorul Guangdongului, s-a predat. S-a înființat o comisie comună a alianței. Bo-gui a rămas în post pentru a păstra ordinea în provinciile ocupate. Alianța anglo-franceză a păstrat controlul asupra provinciei Guangzhou timp de aproape patru ani. Ye Mingchen a fost exilat la Calcutta, India, unde s-a înfometat până a murit.
Coaliția s-a deplasat apoi spre nord pentru a ocupa pentru scurt timp forturile Taku de lângă Tianjin în luna mai 1858.

## Întrerupere

### Tratatele de la Tientsin

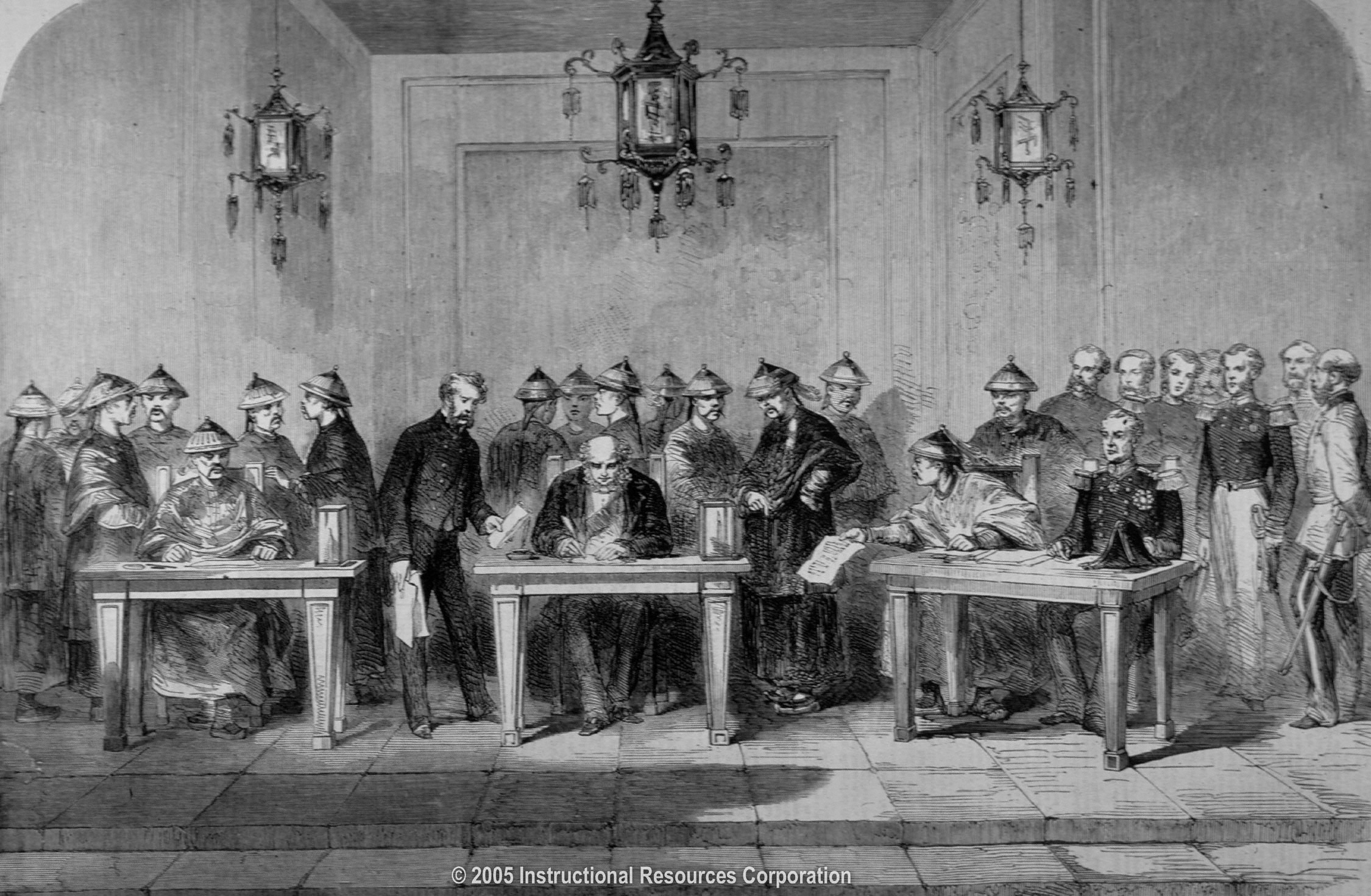
Semnarea tratatului de la Tientsin în 6 iunie 1858, după ce China a pierdut războiul.

În iunie 1858, prima parte a războiului a luat sfârșit cu cele patru tratate de la Tientsin, semnate cu Regatul Unit, Franța, Rusia și SUA. Aceste tratate au dus la deschiderea a încă 11 porturi pentru comerțul cu Occidentul. Chinezii au refuzat la început să le ratifice.
Principalele puncte ale tratatelor au fost:
1. Acordarea Regatului Unit, Franței, Rusiei și Statelor Unite a dreptului de a înființa legații dilpomatice în Peking (care atunci era oraș închis)
2. Deschiderea a zece noi porturi chinezești pentru comerțul exterior, inclusiv Niuzhuang, Danshui, Hankou și Nanjing
3. Dreptul vaselor străine, inclusiv al celor comerciale, de a naviga liber pe râul Yangtze
4. Dreptul străinilor de a călători în regiunile interioare ale Chinei, care până atunci le fuseseră interzise
5. Plata unei despăgubiri de război de către China către Regatul Unit și Franța, în valoare de 8 milioane de taeli de argint pentru fiecare

### Tratatul de la Aigun
La 28 mai 1858, s-a semnat separat tratatul de la Aigun cu Rusia privind revizuirea frontierei ruso-chineze în conformitate cu tratatul de la Nercinsk din 1689. Rusia a anexat malul stâng al Amurului, după ce frontiera anterioară fusese pe râul Argun. Astfel, Rusia a cucerit o zonă a coastei Pacificului unde apa nu îngheață, și unde a fondat ulterior orașul  Vladivostok în 1860.

## Faza a doua

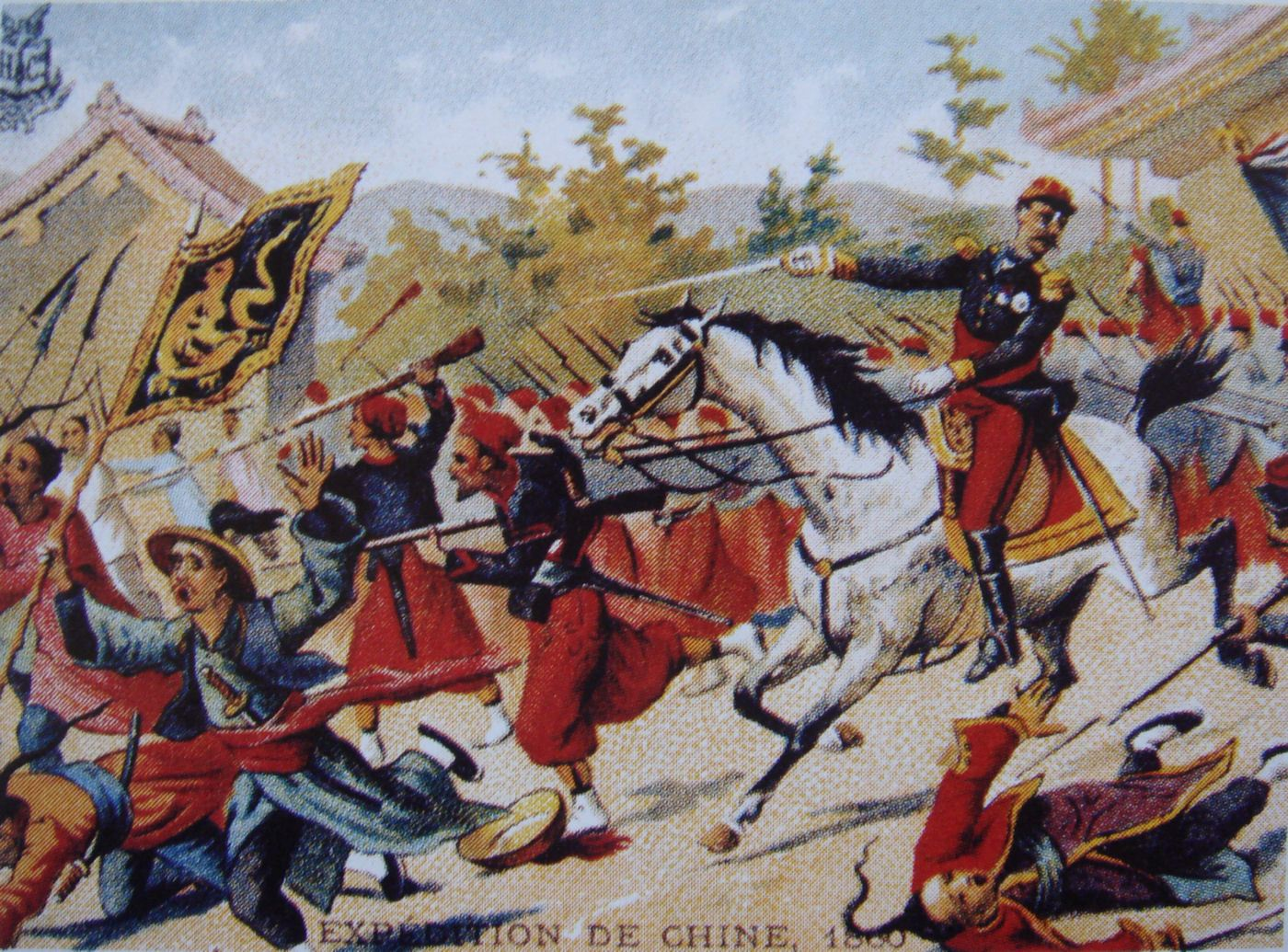
Cousin-Montauban în fruntea trupelor franceze în campania din 1860.

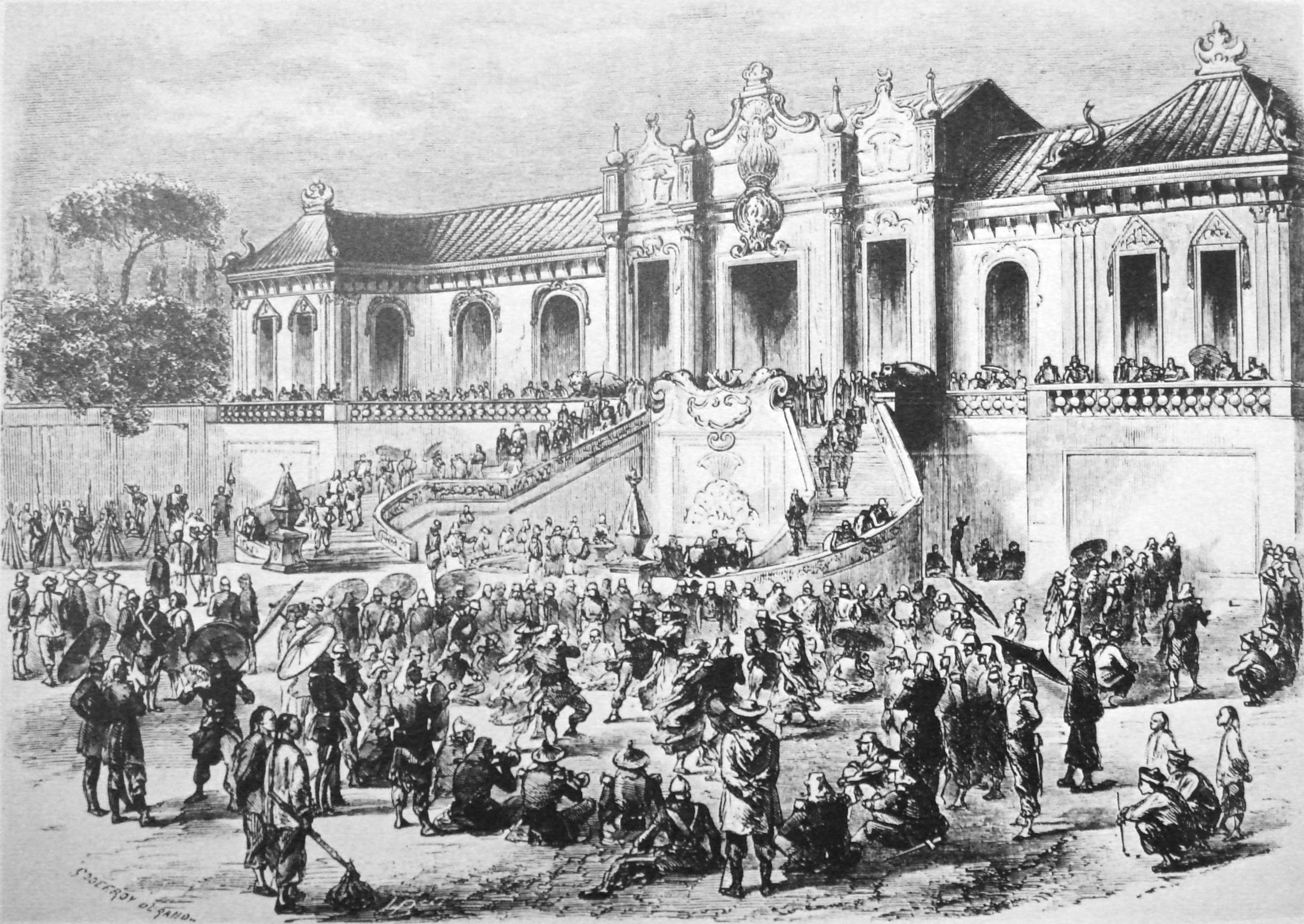
Prădarea palatului de vară Yuan Ming Yuan de către forțele anglo-franceze în 1860.

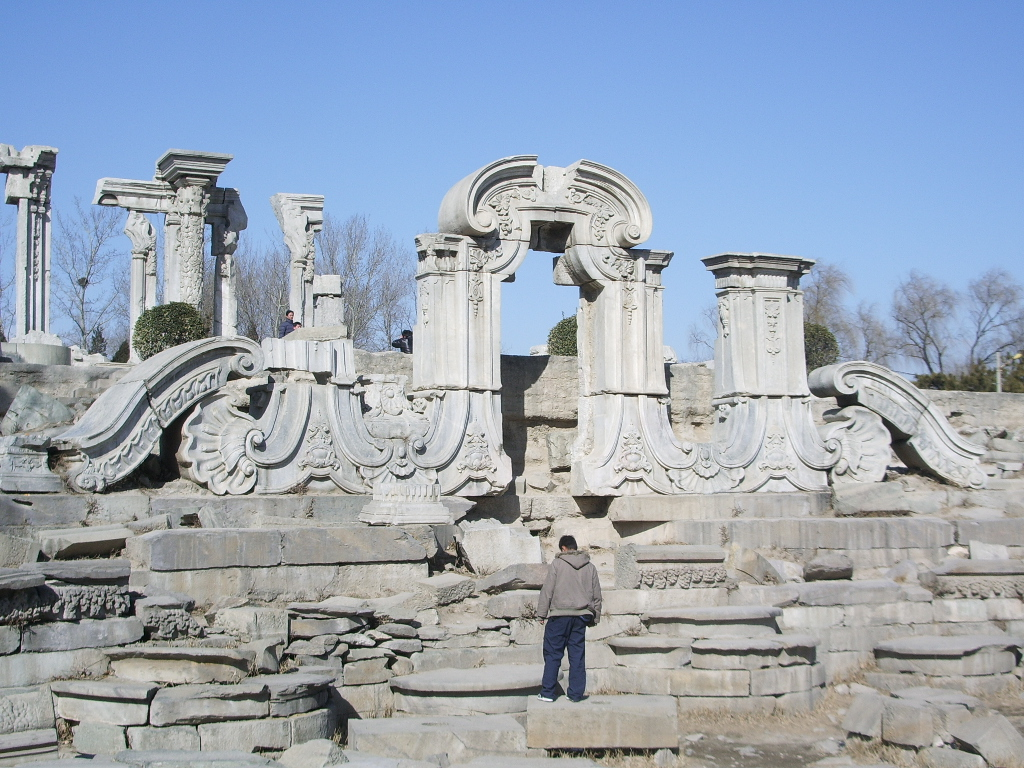
Ruinele complexului în stil occidental de la Xiyanglou din vechiul palat de vară, ars de trupele anglo-franceze.

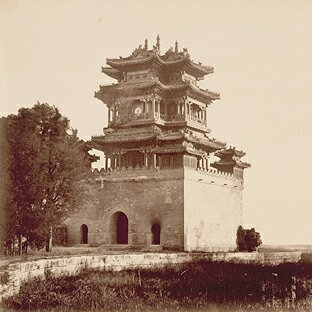
Belvedere a zeului literaturii din noul palat de vară, cu puțin timp înainte de a fi distrus de armatele anglo-franceze.

### Invazia anglo-franceză
În iunie 1858, la scurt timp după ce curtea Qing a acceptat tratatele, unii miniștri mai agresivi l-au convins pe împăratul Xianfeng să reziste presiunilor occidentale. La 2 iunie 1858, împăratul Xianfeng a ordonat generalului mongol Sengge Rinchen să păzească cetățile Taku de lângă Tianjin. Sengge Richen a întărit forturile Taku aducând piese de artilerie. El a adus și 4.000 de călăreți mongoli din Chahar și Suiyuan.
În iunie 1859, o forță navală britanică de 2.200 de oameni și 21 de vase, sub comanda amiralului Sir James Hope s-a deplasat spre nord de la Shanghai la Tianjin cu proaspăt numiții consuli englez și francez pentru legațiile din Beijing. Ei au ajuns la gurile râului Hai păzit de cetățile Taku de lângă Tianjin și au cerut să continue drumul spre Beijing. Sengge Rinchen le-a răspuns că diplomații anglo-francezi pot să debarce mai sus pe coastă, la Beitang, și de acolo să se deplaseze la Beijing, dar nu au permis să fie însoțiți de trupe armate în capitala chineză. Escorta anglo-franceză a insistat să debarce la Taku și nu la Beitang și să însoțească diplomații până la Beijing. În seara de 24 iunie 1859, un mic contingent britanic a aruncat în aer obstacolele puse de chinezi pe râul Baihe. A doua zi, forțele britanice au încercat să pătrundă pe râu, și au bombardat cetatea Taku. Au întâmpinat o rezistență fermă din partea pozițiilor lui Sengge Rinchen. După o zi și o noapte de lupte, britanicii pierduseră patru vase înarmate scufundate și două avariate. Convoiul s-a retras fiind acoperit de tirul unei escadrile navale americane condusă de comodorul Josiah Tattnall. O vreme, rezistența anti-străină a avut o mare influență asupra curții Qing.
În vara lui 1860, o forță anglo-franceză mai mare (11.000 de britanici conduși de generalul James Hope Grant, 6.700 de francezi conduși de generalul Cousin-Montauban) cu 173 de vase a plecat din Hong Kong și a capturat orașele-port Yantai și Dalian pentru a închide golful Bohai. Apoi au efectuat la 3 august o debarcare la Beitang (scris și „Pei Tang”), la circa 3 km de cetățile Taku, pe care le-au capturat după trei săptămâni, la 21 august. După ce a cucerit Tienstinul la 3 august, forțele anglo-franceze au pătruns în interiorul continentului spre Beijing. Împăratul Xianfeng a trimis apoi miniștri pentru convorbiri de pace, dar discuțiile au eșuat după ce emisarul britanic Harry Parkes a fost arestat în timpul negocierilor la 18 septembrie. El și micul său grup au fost închiși și interogați. Jumătate din ei au fost uciși prin procedeul lingchi, care presupure tăierea lentă de bucăți multiple din corp, și compresia membrelor tăiate pentru a prelungi tortura; liderii britanici au fost înfuriați când au aflat acest lucru în octombrie). Cadavrele erau de nerecunoscut. Invazia anglo-franceză s-a ciocnit cu cavaleria mongolă a lui Sengge Rinchen la 18 septembrie lângă Zhangjiawan înainte de a înainta către marginile Beijingului pentru o bătălie decisivă în actualul district Tongzhou.
La 21 septembrie, în bătălia de la Palikao, 10.000 de soldați ai lui Sengge Rinchen, inclusiv cavaleria mongolă de elită, au fost complet anihilați după mai multe șarje frontale împotriva grosului forțelor anglo-franceze, care au pătruns în Beijing la 6 octombrie.

### Arderea palatelor de vară
Cu armata Qing devastată, împăratul Xianfeng a plecat din capitală, lăsându-l pe fratele său, prințul Gong, să se ocupe de negocieri. Xianfeng a fugit mai întâi la palatul de vară Chengde și apoi în provincia Rehe. Soldații anglo-francezi din Beijing au început să prade palatul de vară Yihe Yuan și palatul vechi (Yuan Ming Yuan) imediat (fiind plin de opere de artă valoroase). După ce Parkes și prizonierii rămași în viață au fost eliberați, Lord Elgin a ordonat ca palatele de vară să fie distruse începând cu 18 octombrie. Beijingul nu a fost ocupat; trupele anglo-franceze au rămas în afara orașului.
S-a discutat și distrugerea Orașului Interzis, fiind propusă de Lord Elgin ca măsură de descurajare a chinezilor de a mai folosi vreodată răpirea drept metodă de negociere și pentru a se răzbuna pentru maltratarea prizonierilor. Hotărârea lui Elgin era motivată și de uciderea a aproape douăzeci de prizonieri occidentali, inclusiv doi corespondenți britanici și a unui ziarist de la The Times. Trimisul rus, contele Ignatiev, și diplomatul francez, baronul Gros, au acceptat doar arderea palatelor de vară, deoarece era „mai puțin controversată” și nu avea să pericliteze semnarea tratatelor.

## Urmări

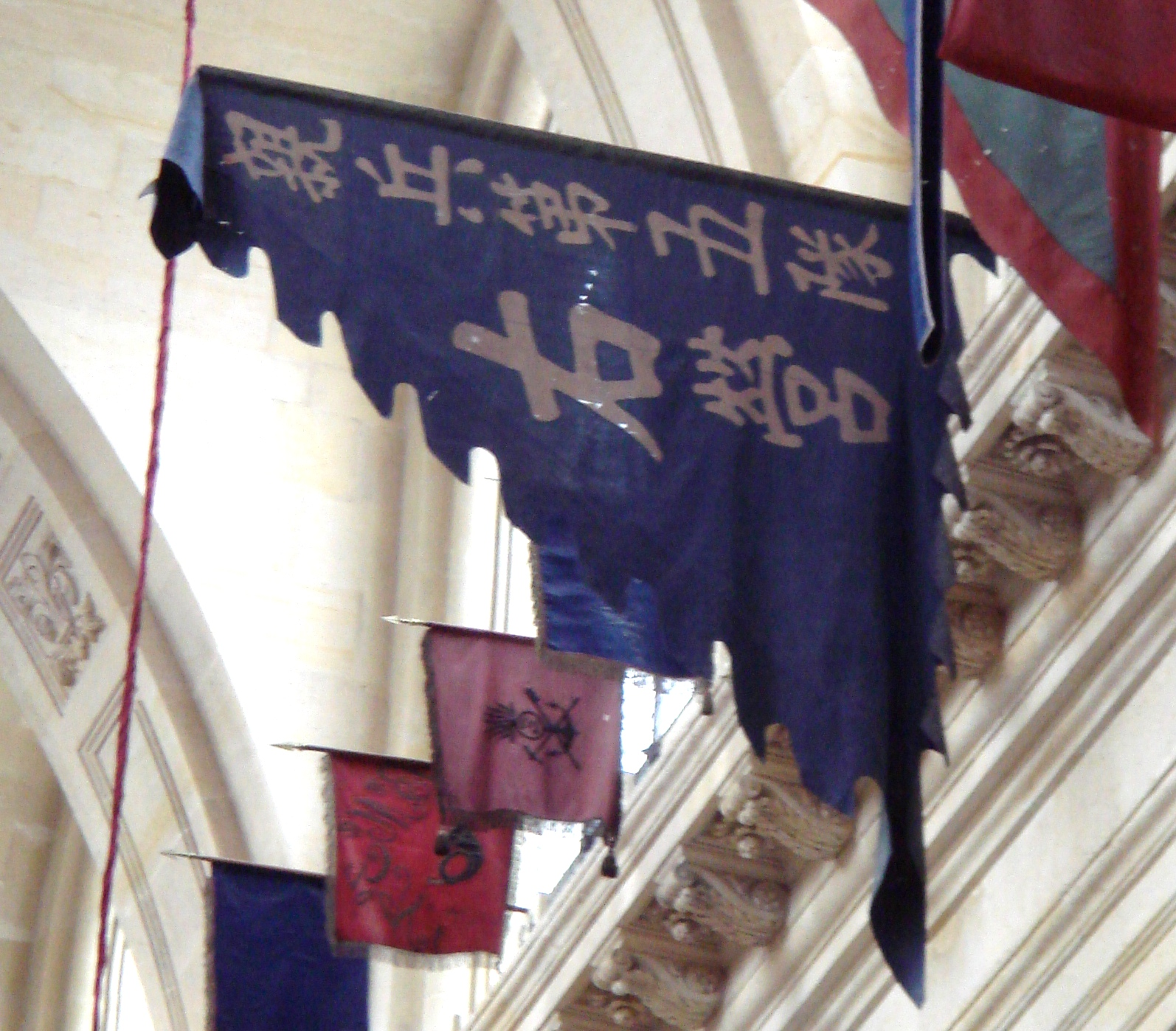
Drapel Qing cucerit de forțele anglo-franceze. Textul de pe el: „親兵第五隊右營”. Les Invalides.

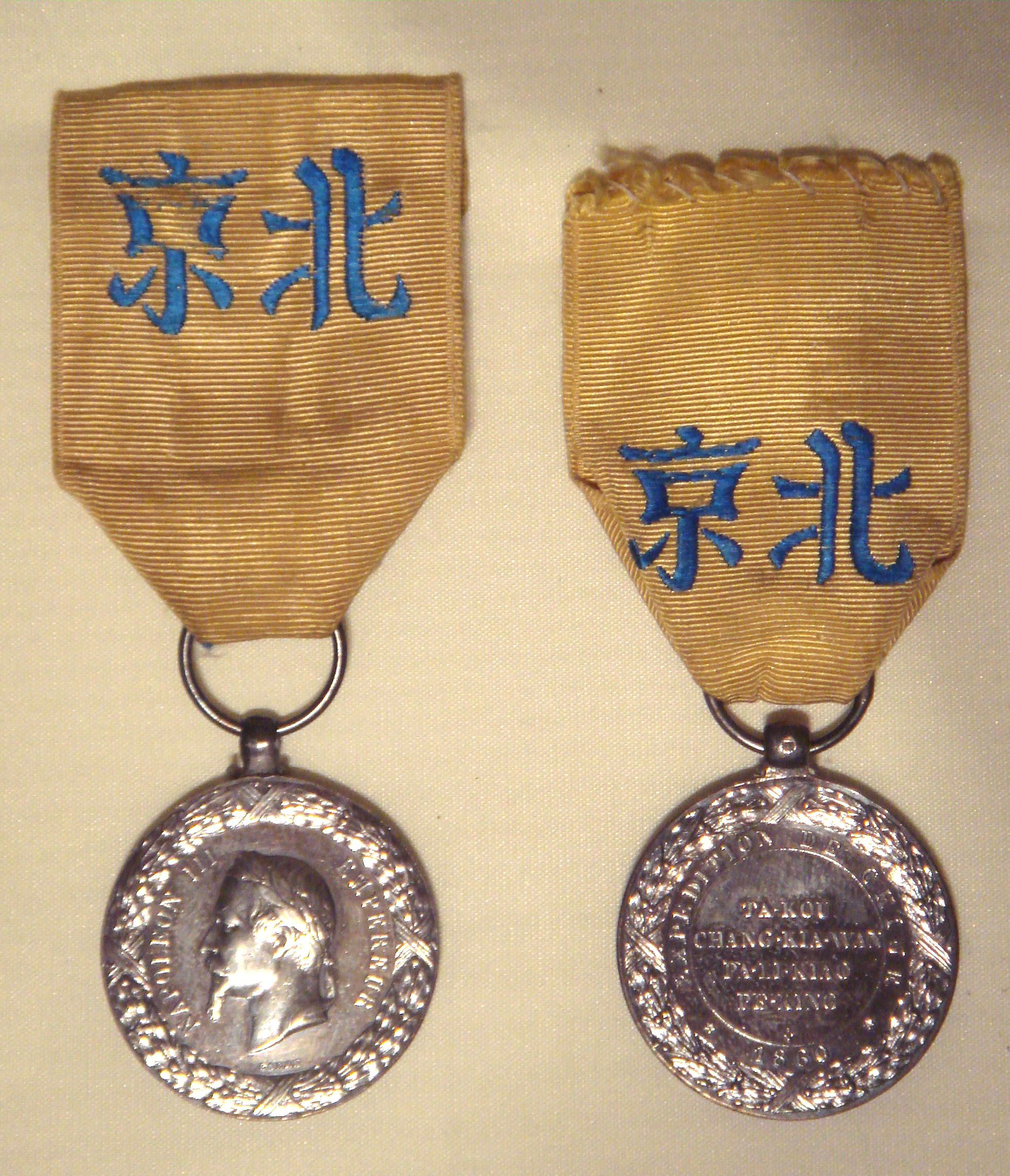
Decorație franceză a campaniei din China, 1861. Musée de la Légion d'Honneur.

După ce împăratul Xianfeng și anturajul său au plecat din Beijing, tratatul de la Tianjin din iunie 1858 a fost în cele din urmă ratificat de fratele împăratului, Yixin, prințul Gong, prin convenția de la Peking din 18 octombrie 1860, care a pus capăt războiului.
Britanicii, francezii și—datorită mașinatiunilor lui Ignatiev—rușii au primit cu toții drept de prezență diplomatică permanentă în Beijing (la care Dinastia Qing s-a opus până la sfârșit, deoarece presupunea egalitate între China și puterile europene). Chinezii au fost obligați să plătească 8 milioane de taeli Regatului Unit și Franței. Regatul Unit anexa Kowloonul (de lângă Hong Kong). Comerțul cu opiu a fost legalizat și creștinii au primit drepturi depline, inclusiv cel de a deține proprietăți și de a-și predica credința.
Convenția de la Peking conținea:
1. Semnarea de către China a tratatului de la Tianjin
2. Deschiderea Tianjinului ca port comercial
3. Cedarea Districtului 1 al Kowloonului Regatului Unit
4. Libertatea religiei în China
5. Dreptul navelor britanice de a transporta prizonieri chinezi la muncă în Americi
6. Despăgubiri către Regatul Unit și Franța în sumă de 8 milioane de taeli de argint fiecare
7. Legalizarea comerțului cu opiu

După două săptămâni, Ignatiev a obligat guvernul Qing să semneze un „tratat suplimentar de la Peking” prin care ceda teritoriul de la est de râul Ussuri (parte din Manciuria Exterioară) rușilor. Înfrângerea armatei imperiale de o forță militară anglo-franceză relativ mică (de 10 ori mai mică decât armata Qing) cuplată cu fuga (și apoi moartea) împăratului și arderea palatului de vară a fost o lovitură grea pentru Dinastia Qing, odinioară un imperiu foarte puternic. După război, în China a apărut o mare mișcare de modernizare, denumită „Mișcarea de Autoîntărire”, și s-au demarat reforme administrative.